# 萨尔加杜·菲柳参议员镇
萨尔加杜·菲柳参议员镇是巴西南大河州的一个市镇。总面积147.209平方公里，总人口2861人，人口密度19.4人/平方公里。